# Nana-Outa
Nana-Outa est une  commune rurale de la préfecture de Nana-Grébizi, en République centrafricaine. Elle s’étend au nord de la ville de Kaga-Bandoro.

## Géographie
La commune de Nana-Outa est située au nord de la préfecture de la Nana-Grébizi. La plupart des villages sont localisés sur l’axe Kaga-Bandoro – Ouandago, route régionale RR10. 
| Sido   |           | Vassako      |
| Ouaki  | Nana-Outa | Mbrès        |
| Ouassi | Botto     | Grivaï-Pamia |

## Villages
Les villages principaux sont : Doukoumbé, Patcho 1, Nana 1 et Ouandago 1.
Située en zone rurale, la commune compte 49 villages recensés en 2003 : Baguia, Bakaba, Bissekebou (1,2,3,4), Bokada, Boumbala 1, Boumbala 2, Damaka 1, Damaka 2, Doukoumbé, Gobera, Gondava, Guimbo 1, Guimbo 2, Ibingui 1, Ibingui 2, Kia 1, Kia 2, Kia 3, Konvi 1, Konvi 2, Lega, Mbaindo, Mblizao, Nana 1, Nana 2, Nana 3, Nana 4, Naya, Ngoumourou 1, Ngoumourou 2, Ngoumourou 3, Ngoumourou 4, Ouago, Ouandago 1, Ouandago 2, Ouandago 4, Ouandago 5, Ouandago 6, Ouandago 7, Ouandogo 3, Pacho 1, Pacho 2, Patcho 3, Simbakoua, Takara, Vami 1, Vami 2, Vaya, Yafara-Gouva .

## Éducation
La commune compte 7 écoles publiques : à Zando 1, Ngoumourou, Nana-Outa, Konvi 1, Vami , Gondava et Ouandago.

## Santé
La commune est située dans la préfecture sanitaire de Nana-Grébizi. L’hôpital préfectoral se trouve à Kaga-Bandoro.

## Économie
La pointe nord de la commune limitée par les deux cours d'eau, Bamingui à l'est et Gribingui à l'ouest, constitue la Réserve de faune de Gribingui-Bamingui.